# 瑞穂町立瑞穂中学校
瑞穂町立瑞穂中学校（みずほちょうりつ みずほちゅうがっこう）は、東京都西多摩郡瑞穂町石畑にある公立中学校。町のほぼ中央、公共施設が集中する地区に所在する。

## 沿革
- 1947年4月1日 - 瑞穂町立瑞穂中学校設置。
- 1949年11月20日 - 校歌制定。
- 1958年4月20日 - 現在の位置に校舎移転。（旧陸軍射撃場跡地）
- 1969年6月21日 - 体育館竣工。
- 1976年4月1日 - 特別支援学級開設。
- 1979年2月1日 - 美術棟竣工。
- 1985年3月20日 - 技術棟竣工。
- 1988年3月31日 - 武道場とプール竣工。
- 2008年4月1日 - 所在地の地番変更。文部科学省学力向上実践研究推進校に指定される。

## 校歌
- 作詞: 巽聖歌
- 作曲: 山田耕筰

## 通学区域
以下の小学校区。
- 瑞穂町立瑞穂第一小学校
- 瑞穂町立瑞穂第三小学校
- 瑞穂町立瑞穂第五小学校

## 周辺
- 東京都立瑞穂農芸高等学校
- 野山北・六道山公園
- 瑞穂町役場

## 交通アクセス
出典 : 
電車
- JR八高線 箱根ケ崎駅東口から徒歩20分

バス
| 運行事業者 | 乗車駅     | 系統           | 下車停留所                   |
| ---------- | ---------- | -------------- | ---------------------------- |
| 立川バス   | 立川駅     | 立12-1・立12-2 | 「瑞穂町役場入口」、徒歩15分 |
| 立川バス   | 箱根ヶ崎駅 | 昭24           | 「瑞穂町役場入口」、徒歩15分 |
| 都営バス   | 花小金井駅 | 梅70           | 「瑞穂町役場入口」、徒歩15分 |